# The THREE
The THREE（ザ・スリー）は、布袋寅泰×KREVA×亀田誠治による期間限定ユニット。

## 概要
ギタリストの布袋寅泰、ラッパーのKREVA、ベーシストで音楽プロデューサーでもある亀田誠治という、それぞれの分野で日本を代表する3人のミュージシャンによるスーパーグループ。
KREVAも俳優として出演する時代劇映画『隠し砦の三悪人 THE LAST PRINCESS』（2008年公開）の主題歌のためだけに結成された特別ユニット。

## 作品

### シングル

#### 裏切り御免
「裏切り御免」（うらぎりごめん）は、映画『隠し砦の三悪人 THE LAST PRINCESS」の主題歌として制作されたThe THREEのシングル。2008年5月7日に通常盤（規格品番：PCCA-70333）、同年11月5日に廉価盤（規格品番：PCCA-70334）が発売された。
KREVAが歌詞とボーカルを、亀田誠治がトラック制作とベースを、布袋寅泰がギターとコーラスを担当した。タイトルを発案したのはKREVAである。オリコンチャートで3週にわたりランクインした。
| 全作詞・作曲: The THREE。 |                                                              |           |            |                        |      |
| #                         | タイトル                                                     | 作詞      | 作曲・編曲 | リアレンジ・リミックス | 時間 |
| 1.                        | 「裏切り御免」                                               | The THREE | The THREE  |                        | 5:15 |
| 2.                        | 「裏切り御免 [スピンオフ・HOTEI VERSION]」(廉価盤には未収録) | The THREE | The THREE  | 布袋寅泰（リアレンジ） | 5:29 |
| 3.                        | 「裏切り御免 [KREVA BEAT REMIX]」                            | The THREE | The THREE  | KREVA（リミックス）    | 5:27 |
| 4.                        | 「裏切り御免 [INSTRUMENTAL]」                                | The THREE | The THREE  |                        | 5:14 |

## 演奏
裏切り御免
- 飯田高広：Synthesizer Programming

裏切り御免 (スピンオフｰHOTEI VERSION)
- 岸利至：Computer Programming